# Nils Petersen
Nils Petersen (ur. 6 grudnia 1988 w Wernigerode) – niemiecki piłkarz występujący na pozycji napastnika, były młodzieżowy reprezentant Niemiec.

## Kariera klubowa
Petersen jako junior grał w zespołach FC Einheit Wernigerode, 1. FC Wernigerode, ponownie FC Einheit Wernigerode i VfB Germania Halberstadt. W 2005 roku trafił do juniorów zespołu FC Carl Zeiss Jena. Na początku 2007 roku został włączony do jego pierwszej drużyny, grającej w 2. Bundeslidze. Zadebiutował w niej 4 lutego 2007 roku w przegranym 0:1 pojedynku z 1. FC Köln. 10 sierpnia 2007 roku w zremisowanym 2:2 spotkaniu z Alemannią Akwizgran strzelił pierwszego gola w 2. Bundeslidze. Przez 1,5 roku w barwach pierwszej drużyny Carl Zeiss Jeny rozegrał 41 spotkań i zdobył 4 bramki.
W 2008 roku Petersen odszedł do rezerw pierwszoligowego Energie Cottbus. W maju 2009 roku awansował do pierwszej drużyny Energie. W Bundeslidze zadebiutował 23 maja 2009 roku w wygranym 3:0 meczu z Bayerem 04 Leverkusen. W tym samym roku spadł z zespołem do 2. Bundesligi. W 2011 roku z 25 bramkami na koncie, został królem strzelców tych rozgrywek.
W połowie 2011 roku podpisał kontrakt z pierwszoligowym Bayernem Monachium. W Bundeslidze zadebiutował 7 sierpnia 2011 roku w przegranym 0:1 pojedynku z Borussią Mönchengladbach. 18 września 2011 roku w wygranym 1:0 meczu z FC Schalke 04 zdobył pierwszą bramkę w Bundeslidze.
W 2012 roku Petersen został wypożyczony do Werderu Brema, także grającego w Bundeslidze. Został wykupiony przez Werder za 3 mln euro. Od roku 2015 grał w SC Freiburg, gdzie w lipcu 2023 r. ogłosił koniec swojej kariery piłkarskiej. Petersen jest najskuteczniejszym piłkarzem w historii Bundesligi wchodzącym z ławki rezerwowych.

## Kariera reprezentacyjna
Petersen jest byłym reprezentantem Niemiec U-19, U-20 oraz U-21. W 2016 zdobył srebrny medal na Igrzyskach Olimpijskich.
2 czerwca 2018 zadebiutował w seniorskiej reprezentacji w przegranym 1:2 meczu z Austrią.